# Tōru Kitajima

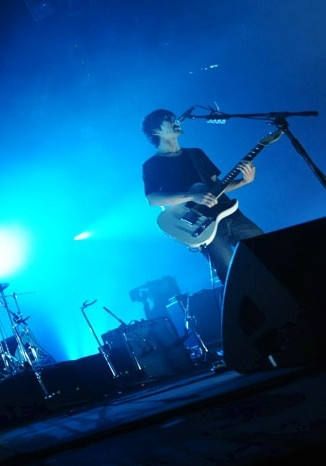
Tōru Kitajima bei einem Konzert mit Ling Tosite Sigure (2013)

Tōru Kitajima (北嶋 徹 Kitajima Tōru, * am 23. Dezember 1982 in Machida, Präfektur Tokio), auch bekannt unter seinem Bühnennamen TK, ist ein japanischer Rockmusiker und Singer-Songwriter.
Er ist vor allem durch seine Tätigkeit als Sänger und Gitarrist der Rock-/Post-Hardcore-Band Ling Tosite Sigure bekannt, die er 2002 mitgründete. Seit 2011 veröffentlicht er als Solomusiker Werke unter dem Pseudonym TK from Ling Tosite Sigure (TK from 凛として時雨).

## Karriere

### Seit 2002:Ling Tosite Sigure
- → Hauptartikel: Ling Tosite Sigure

Kitajima gründete im Jahr 2002 gemeinsam mit Miyoko Nakamura und Schlagzeuger NodaMEN die Rockgruppe Ling Tosite Sigure. Die ersten Werke der Gruppe erschienen beim eigens gegründeten Musiklabel Nakano Records, ehe die Musiker einen Plattenvertrag mit Sony Music Associated Records unterschrieb.
Mit dem 2010 veröffentlichten vierten Studioalbum Still a Sigure Virgin erreichten die Musiker erstmals Platz eins der heimischen Oricon-Albumcharts. Die 2012 und 2014 veröffentlichten Singles Abnormalize und Enigmatic Feeling wurden in ihrer Heimat von der Recording Industry Association of Japan mit Gold ausgezeichnet wurde.

### Seit 2011: Solokünstler
Kitajimas erste Veröffentlichung war eine limitierte DVD, die am 27. April 2011 unter dem Titel Film a Moment veröffentlicht wurde. Diese enthielt ein Fotobuch und einen Kurzfilm, welches als Musikvideo für drei Lieder darstellt, die auf der beigelegten CD enthalten sind, fungiert. Im Juni des Folgejahres erschien mit Flowering das Debütalbum als Solomusiker. Dieses enthält alternative Versionen der Lieder Film a Moment und White Silence, welche auf der zuvor herausgegebenen DVD enthalten sind, sowie sieben neue Lieder als auch einen Hidden Track mit dem Namen Sound_am326. Mit dem Album gelang Kitajima der Einstieg auf Platz 14 der heimischen Albumcharts.
Kitajima veröffentlichte im Jahr 2014 das Lied Unravel, welches in der Vorspannsequenz des Anime-Fernsehserie Tokyo Ghoul zu hören ist, als Vorbote für das zweite Studioalbum Fantastic Magic, welches im August gleichen Jahres auf dem Markt kam. Die Single, welche in drei unterschiedlichen Versionen herausgegeben wurde, erreichte Platz neun der heimischen Oricon-Singlecharts und wurde in der Heimat von der Recording Industry Association of Japan zwischenzeitlich mit Platin für 250.000 zertifizierte digitale Musikverkäufe ausgezeichnet.
Das im Jahr 2016 veröffentlichte Lied Signal, welches auf der gleichnamigen Single erschien, ist im Vorspann der Anime-Fernsehserie 91 Days zu hören. Es ist auf dem dritten Studioalbum, White Noise, enthalten, welches im September gleichen Jahres in Japan auf den Markt kam.
Dreieinhalb Jahre nach der Herausgabe von White Noise, veröffentlichte Kitajima im April 2020 das vierte Studioalbum Sainō. Das Album enthält unter anderem die Stücke Katharsis und P.S. Red I, welche im Vorspann zur zweiten Staffel von Tokyo Ghoul:re bzw. der japanischen Fassung des Kinofilms Spider-Man: Into the Spider-Verse zu hören sind. In der Zwischenzeit veröffentlichte Kitajima mit Secret Sensation eine EP.
Im Jahr 2021 brachte er die EP yesworld sowie das Best-of-Album Egomaniac Feedback heraus. Im Jahr 2022 folgte die Herausgabe der Single-Veröffentlichungen As Long as I Love/Scratch und First Death. In ersterer wirkte Kōshi Inaba mit und wurde als Werbelied für den animierten Trailer zum Sammelkartenspiel Magic: The Gathering Kamigawa: Neon Dynasty, während letzterer in der achten Episode der Anime-Fernsehserie Chainsaw Man im Abspann zu hören ist. Nachdem im Jahr 2023 keine musikalischen Veröffentlichungen erfolgten, erschien im Jahr 2024 mit Tagatame erneut eine Single. Das namensgebende Lied wurde als musikalischer Einspieler der siebten Staffel der Animeserie My Hero Academia genutzt. Anfang 2025 folgte die Herausgabe der Single Un-Apex, welches in der Abspannsequenz der zweiten Staffel von Solo Leveling zu hören ist. Am 16. April 2025, genau fünf Jahre nach dem Erscheinen seines vierten Studioalbums Sainō, erschien mit Whose Blue TK’s inzwischen fünftes Studioalbum.

## Diskografie

### Mit Ling Tosite Sigure
- → Hauptartikel: Ling Tosite Sigure#Diskografie

### Als TK from Ling Tosite Sigure

#### Studioalben
| Jahr | Titel Musiklabel                              | Höchstplatzierung, Gesamtwochen, AuszeichnungChartsChartplatzierungen (Jahr, Titel, Musiklabel, Platzierungen, Wochen, Auszeichnungen, Anmerkungen) | Anmerkungen                              |
| Jahr | Titel Musiklabel                              | JP | Anmerkungen                              |
| ---- | --------------------------------------------- | --- | ---------------------------------------- |
| 2012 | Flowering Sony Music Associated Records       | JP14 (6 Wo.)JP | Erstveröffentlichung: 27. Juni 2012      |
| 2014 | Fantastic Magic Sony Music Associated Records | JP12 (10 Wo.)JP | Erstveröffentlichung: 27. August 2014    |
| 2016 | White Noise Sony Music Associated Records     | JP14 (5 Wo.)JP | Erstveröffentlichung: 28. September 2016 |
| 2020 | Sainō Sony Music Associated Records           | JP8 (8 Wo.)JP | Erstveröffentlichung: 15. April 2020     |
| 2025 | Whose Blue Sony Music Associated Records      | JP16 (… Wo.)JP | Erstveröffentlichung: 16. April 2025     |

#### Kompilationen
| Jahr | Titel Musiklabel                                 | Höchstplatzierung, Gesamtwochen, AuszeichnungChartsChartplatzierungen (Jahr, Titel, Musiklabel, Platzierungen, Wochen, Auszeichnungen, Anmerkungen) | Anmerkungen                            |
| Jahr | Titel Musiklabel                                 | JP | Anmerkungen                            |
| ---- | ------------------------------------------------ | --- | -------------------------------------- |
| 2021 | Egomaniac Feedback Sony Music Associated Records | JP19 (3 Wo.)JP | Erstveröffentlichung: 13. Oktober 2021 |

#### EPs
| Jahr | Titel Musiklabel                               | Höchstplatzierung, Gesamtwochen, AuszeichnungChartsChartplatzierungen (Jahr, Titel, Musiklabel, Platzierungen, Wochen, Auszeichnungen, Anmerkungen) | Anmerkungen                                                     |
| Jahr | Titel Musiklabel                               | JP | Anmerkungen                                                     |
| ---- | ---------------------------------------------- | --- | --------------------------------------------------------------- |
| 2014 | Contrast Sony Music Associated Records         | JP10 (6 Wo.)JP | Erstveröffentlichung: 5. März 2014 Einstieg in den Singlecharts |
| 2016 | Secret Sensation Sony Music Associated Records | JP11 (5 Wo.)JP | Erstveröffentlichung: 2. März 2016                              |
| 2021 | yesworld Sony Music Associated Records         | JP13 (2 Wo.)JP | Erstveröffentlichung: 14. April 2021                            |

#### Singles
| Jahr | Titel Album                          | Höchstplatzierung, Gesamtwochen, AuszeichnungChartsChartplatzierungen (Jahr, Titel, Album, Platzierungen, Wochen, Auszeichnungen, Anmerkungen) | Anmerkungen |
| Jahr | Titel Album                          | JP | Anmerkungen |
| ---- | ------------------------------------ | --- | --- |
| 2011 | Film a Moment Flowering              | — | Erstveröffentlichung: 27. April 2011 Einstieg auf Platz 20 in den Oricon-DVD-Charts                                                  |
| 2014 | Unravel Fantastic Magic              | JP9 Platin (Digital) + Gold (Streaming) · (26 Wo.)JP                                                                                           | Erstveröffentlichung: 23. Juli 2014 Vorspann zu Tokyo Ghoul                                                                          |
| 2016 | Signal White Noise                   | JP18 (5 Wo.)JP | Erstveröffentlichung: 7. September 2016 Vorspann zu 91 Days                                                                          |
| 2018 | Katharsis Sainō                      | JP21 (6 Wo.)JP | Erstveröffentlichung: 21. November 2018 Vorspann zu Tokyo Ghoul:re (Staffel 2)                                                       |
| 2019 | P.S. Red I Sainō                     | JP25 (3 Wo.)JP | Erstveröffentlichung: 6. März 2019 Vorspann zu Spider-Man: Into the Spider-Verse (in Japan)                                          |
| 2019 | Melt Sainō                           | — | Erstveröffentlichung: 2. Oktober 2019 feat. Suis von Yorushika                                                                       |
| 2020 | Chō no Tobu Suisō Sainō              | JP33 (4 Wo.)JP | Erstveröffentlichung: 22. Januar 2020 Vorspann zu Pet                                                                                |
| 2021 | Will-Ill Egomaniac Feedback          | JP33 (2 Wo.)JP | Erstveröffentlichung: 13. Oktober 2021 Abspann zu Code Geass: Lelouch of the Rebellion (Special zum 15-jährigen Jubiläum)            |
| 2022 | As Long as I Love/Scratch Whose Blue | JP6 (7 Wo.)JP | Erstveröffentlichung: 16. März 2022 Werbelied zum animierten Trailer für Magic: The Gathering Kamigawa: Neon Dynasty mit Kōshi Inaba |
| 2022 | First Death Stand-Alone a            | JP24 (5 Wo.)JP | Erstveröffentlichung: 21. Dezember 2022 Abspann zu Chainsaw Man (Folge 8)                                                            |
| 2024 | Tagatame Whose Blue                  | JP24 (5 Wo.)JP | Erstveröffentlichung: 4. Mai 2024 (Digital) 5. Juni 2024 (CD) Vorspann zu My Hero Academia (Staffel 7)                               |
| 2025 | Un-Apex Whose Blue                   | JP32 (… Wo.)JP | Erstveröffentlichung: 19. März 2025 Abspann zu Solo Leveling (Staffel 2)                                                             |

## Beteiligungen
Autoren- und Produktionsbeteiligungen wurden von der Lieddatenbank der Japanese Society for Rights of Authors, Composers and Publishers (JASRAC) entnommen:
- 2010: Mode Inversion aus dem Album Code von Acid Android – E-Gitarre
- 2011: Switch (TK Remix) aus dem Album Alcove/#1 von Acid Android – Remixer
- 2013: Nano (TK Kaleidoscope Remix) aus dem Album Since 2 von Spangle call Lilli line – Remixer, E-Gitarre
- 2013: Tenohira no Sekai aus dem Album Joy!! von SMAP – Komponist, Liedtexter, Produzent
- 2014: Miruiro no Hoshi aus dem Album Panorama von Asaco Nasu – Arrangements
- 2014: Dramatic Starlight aus dem Album Mr. S von SMAP – Komponist, Liedtexter, Produzent
- 2015: Zephyr" (TK Remix) aus dem Album Immortalis von Sukekiyo – Remixer, E-Gitarre
- 2016: Us aus dem Album Daydream von Aimer – Komponist, Liedtexter, Arrangements, Produzent, Aufnahme, Mixing, Programming, E-Gitarre, Gesang
- 2016: Kowairo aus dem Album Daydream von Aimer – Komponist, Liedtexter, Arrangements, Produzent, Aufnahme, Mixing, Mastering, E-Gitarre
- 2016: Last Eye aus dem Album Itadakimono von Yūko Andō – Komponist, Produzent
- 2017: Draw (A) Drow aus dem gleichnamigen Album von Seiko Omori – Komponist, Produzent, Arrangements, E-Gitarre
- 2019: Stand by You aus dem Album Penny Rain von Aimer – Komponist, Liedtexter, Arrangements, Produzent, Aufnahmeengineering, E-Gitarre, Gesang
- 2020: image _____ aus dem gleichnamigen Album von MEMAI SIREN – Produzent
- 2020: Hikari no Akuma aus der Single Gin no Yuri/Banzai RIZING!!!/Hikari no Akuma von εpsilonΦ – Komposition, Liedtexter, Arrangements